# T-75式60ミリ迫撃砲
T-75式60ミリ迫撃砲(T-75式60公厘迫擊炮)とは中華民国国軍が使用する迫撃砲である。
実態はアメリカ軍の60mm迫撃砲M224のライセンス生産品で、1984年（民国73年）にXT-73の名称で研究が始められ、1986年（民国75年）にT-75式として採用された。75式とは民国75年に由来している。
構造や性能は原型となった60mm迫撃砲M224と同じで、完全なコピー品である。
31式60ミリ迫撃砲を更新するために1986年（民国75年）から生産開始された。